# Heleen Plaatzer
Heleen Plaatzer (20 november 1979) is een voormalige Nederlandse atlete, die zich had gespecialiseerd in de lange afstanden.

## Loopbaan
Plaatzer was lid van de Nijmeegse atletiekvereniging CIFLA. Ze studeerde geneeskunde aan de Radboud Universiteit en was tijdens haar studententijd lid van atletiekvereniging NSAV 't Haasje en roeivereniging NSRV Phocas.
Op 2 oktober 2011 werd Heleen Plaatzer Nederlands kampioene op de halve marathon (Bredase Singelloop).
Op 11 april 2014 maakte Plaatzer bekend, dat zij een punt achter haar topsportcarrière heeft gezet. Het doel dat zij zich voor 2014 had gesteld, deelname aan de marathon op de Europese kampioenschappen van 2014 in Zürich, bleek door steeds terugkerend lichamelijk ongemak niet meer haalbaar. Plaatzer is huisarts en gaat zich nu meer richten op haar maatschappelijke carrière.

## Nederlandse kampioenschappen
| Onderdeel      | Jaar |
| -------------- | ---- |
| halve marathon | 2011 |

## Persoonlijke records
Baan
| Afstand | Tijd     | Datum       | Plaats     |
| ------- | -------- | ----------- | ---------- |
| 5000 m  | 16.19,45 | 20 mei 2011 | Wageningen |

Weg
| Afstand        | Tijd    | Datum            | Plaats         |
| -------------- | ------- | ---------------- | -------------- |
| 10 km          | 33.58   | 4 september 2011 | Tilburg        |
| 15 km          | 51.47   | 20 november 2011 | Nijmegen       |
| 20 km          | 1:17.52 | 29 augustus 2009 | Sneek          |
| halve marathon | 1:13.29 | 8 januari 2012   | Egmond aan Zee |
| 30 km          | 1:53.26 | 10 februari 2013 | Schoorl        |
| marathon       | 2:31.51 | 15 april 2012    | Rotterdam      |

## Palmares

### 5000 m
- 2011: 5e NK – 16.40,14

### 5 km
- 2005:  Sevenaer Run - 17.51
- 2011: 5e Marikenloop - 16.34,8
- 2013: 10e Marikenloop - 17.53

### 10 km
- 2004:  10 km van Leiden - 38.18
- 2007: 5e Sevenaer Run - 37.14
- 2008: 4e The Hague Royal - 36.42
- 2009: 10e NK in Tilburg - 35.53
- 2011: 7e Groet uit Schoorl Run - 35.09
- 2011:  Dunea Loop in Den Haag - 35.19
- 2011: 4e Zwitserloot Dak Run - 34.52,5
- 2011:  NK te Tilburg – 33.58 (12e overall)
- 2012: 8e Groet uit Schoorl Run - 34.20

### 15 km
- 2010: 6e Zevenheuvelenloop – 52.05
- 2011: 9e Zevenheuvelenloop – 51.47

### 18,5 km
- 2011:  Mini-Marathon van Apeldoorn - 1:05.27
- 2012:  Mini-Marathon van Apeldoorn - 1:08.32

### halve marathon
- 2006:  halve marathon van Leiden - 1:27.34
- 2007:  halve marathon van Leiden - 1:21.32
- 2008:  halve marathon van Dalfsen - 1:21.01
- 2009: 4e halve marathon van Leiden - 1:18.14
- 2010:  halve marathon van Dalfsen - 1:16.37
- 2011: 7e halve marathon van Egmond - 1:16.36
- 2011: 5e Venloop - 1:15.20
- 2011:  halve marathon van Dalfsen - 1:14.47
- 2011:  NK in Breda – 1:14.39 (3e overall)
- 2011: 4e Berenloop - 1:21.39
- 2012: 7e halve marathon van Egmond - 1:13.29
- 2012:  NK in Venlo - 1:15.40 (5e overall)
- 2012:  Houtwijk Kerstloop in Dronten - 1:17.31
- 2013: 13e halve marathon van Egmond - 1:18.28
- 2013:  Drutenloop - 1:27.42
- 2014: 19e halve marathon van Egmond - 1:23.16

### 30 km
- 2013:  Groet uit Schoorl Run - 1:53.26
- 2014:  Groet uit Schoorl Run - 1:59.07

### marathon
- 2006: 21e marathon van Amsterdam – 3:08.43
- 2008: 14e marathon van Berlijn – 2:55.36
- 2010: 10e marathon van Eindhoven – 2:43.02
- 2011:  NK in Amsterdam – 2:35.23 (9e overall)
- 2012: 6e Marathon van Rotterdam – 2:31.51
- 2013: 37e Boston Marathon - 2:56.25
- 2014: 9e marathon van Keulen - 3:10.10

### veldlopen
- 2010: 5e Sylvestercross - 23.26
- 2011: 6e NK te Tilburg (Warandeloop) (lange afstand = 8000 m) - 29.26
- 2011: 5e Sylvestercross - 23.04